# Бингамэн, Джефф
Джесси Фрэнсис «Джефф» Бингамэн (англ. Jesse Francis «Jeff» Bingaman) — американский политик, сенатор США от штата Нью-Мексико.

## Биография
Родился 3 октября 1943 года в Эль-Пасо (шт. Техас). В 1965 году окончил Гарвардский университет, затем поступил в Юридическую школу при Стэнфордском университете. Резервист армии США в 1968—1974 годах.
После годового стажа в качестве помощника генерального прокурора штата Нью-Мексико и девяти лет частной юридической практики, Бингамэн был избран в 1978 году на пост генерального прокурора штата Нью-Мексико. В 1982 году был избран в Сенат США. Переизбирался в 1988, 1994 и 2000 годах. Выставил свою кандидатуру на выборы в 2006 году. Аналитики считали, что выборы Бингамэн, скорее всего, выиграет, поскольку избиратели штата Нью-Мексико в большинстве своем доверяют и любят его, а также, потому что бюджет его предвыборной кампании значительно превышает бюджеты его соперников.
Бингамэн являются одним из самых «старослужащих» среди действующих сенаторов. Также он является рьяным защитником природных ресурсов и продвигает программы по энергосбережению.
Бингамэн был в числе 25 сенаторов, проголосовавших в октябре 2002 году против войны в Ираке.
Бингамэн женат на Анне Ковакович Бингамэн (Anne Kovacovich Bingaman), также юристе по образованию. При президенте Клинтоне Анна Ковакович три года возглавляла Антитрестовское управление в Министерстве юстиции США. В 1999 году получил от компании Global Crossing Corp. $2,5 млн за лоббирование более благоприятного решения по антитрестовскому законодательству.
Сын Джон М. Бингамэн, окончив Стэнфордский университет, работает адвокатом в Нью-Мексико.
Сенатор Бингамэн по вероисповеданию методист.